# كلوستريديوم محب الحرارة والقلوية
كلوستريديوم ثيرموألكاليفيلام أو كلوستريديوم محب الحرارة والقلوية (نسبة نسبة نمو الكائن الحي المثلى في ظروف النمو القلوية ودرجة الحرارة المرتفعة) هو نوع من البكتيريا من فصيلة كلوستريدياسيا.